# Goodbye (LP)
Goodbye è un singolo di LP, pubblicato il 9 luglio 2021 come quarto estratto dall'album in studio della cantante Churches. Il brano musicale è stato definito dall'artista come "un'esplosione dell'anima", una sorta di liberazione personale dai propri limiti.

## Video musicale
Il video musicale del brano è stato diretto da Stephen Schofield  ed è stato pubblicato in concomitanza con l'uscita del brano.

## Tracce
Testi e musiche di Lp Mike Del Rio e Nate Campany.
1. Goodbye – 3:46